# Calamari
Calamarul este un preparat culinar consumat în multe bucătării; în engleză, denumirea culinară de calamari este adesea folosită pentru preparatele cu calmar. Există multe moduri de a pregăti și găti calmari. Calamarul prăjit este comun în Marea Mediterana. În Noua Zeelandă, Australia, Statele Unite ale Americii, Canada și Africa de Sud, este vândut în magazinele de pește, chipsuri și fripturi. În Regatul Unit, se găsește sub formă de „calamari” mediteraneeni sau „calamar prăjit cu sare și piper” din Asia în diverse unități, adesea servit ca gustare la bar, mâncare stradală sau aperitiv.